# Óskino
Óskino (en rus: Оськино) és un poble de l'óblast d'Uliànovsk, a Rússia, que en el cens del 2010 tenia 1.457 habitants. Pertany al districte d'Inza.